# サネカズラ (HOWL BE QUIETの曲)
「サネカズラ」は、日本のロックバンド・HOWL BE QUIETのメジャー3枚目のシングル。2016年12月14日にポニーキャニオンから発売された。

## 概要
前作「Wake We Up」から約4ヶ月ぶりのシングル。
収録曲「Higher Climber」はテレビアニメ『DAYS』第二期オープニングテーマとなっている。 アニメ『DAYS』のオープニング主題歌を担当するのは「Wake We Up」に続き2度目である。
表題曲「サネカズラ」は、9月11日に東京・LIQUIDROOMで行われたワンマンライブ「Wake We Up! Special One Man Live!!」で初披露された楽曲で、メジャーデビュー後初のバラードソング。ボーカル竹縄航太の失恋の体験が色濃く反映されている。
通常盤とDAYS盤の2形態でリリースされ、DAYS盤のジャケットにはアニメの描き下ろしイラストが使用されている。

## 収録曲

### 通常盤
1. サネカズラ [4:49] 
作詞・作曲：竹縄航太 / 編曲：HOWL BE QUIET、ジェフ・ミヤハラ
2. Higher Climber [4:09] 
作詞・作曲：竹縄航太 / 編曲：HOWL BE QUIET、ジェフ・ミヤハラ
  - テレビアニメ『DAYS』第二期オープニングテーマ
3. Dousite [4:02] 
作詞・作曲：竹縄航太 / 編曲：HOWL BE QUIET、ジェフ・ミヤハラ、Paul Ballard

### DAYS盤
1. Higher Climber [4:09] 
作詞・作曲：竹縄航太 / 編曲：HOWL BE QUIET・ジェフ・ミヤハラ
  - テレビアニメ『DAYS』第二期オープニングテーマ
2. サネカズラ [4:50] 
作詞・作曲：竹縄航太 / 編曲：HOWL BE QUIET・ジェフ・ミヤハラ
3. Dousite [4:02] 
作詞・作曲：竹縄航太 / 編曲：HOWL BE QUIET・ジェフ・ミヤハラ・Paul Ballard